# 大岛 (柔佛)
大岛，旧称大猪岛，是位于马来西亚柔佛州丰盛港东部12公里处的一个岛屿。附近并与中途岛、末岛、拉哇岛、诗巫岛、孟西丽岛和丁宜岛相邻。

## 名称来源
大岛过去是个野猪数量惊人的岛屿，因此被取名为大猪岛。60年代，政府在岛上种植椰树，为免农民受到干扰而派出军人屠杀野猪。如今，野猪已完全绝迹，因此大猪岛的“猪”字被去掉，成了大岛。

## 地理
该岛被拉哇岛、诗巫岛以及丁宜岛环绕，十分幽静，沙滩洁白干净，海水清澈湛蓝。为保护海洋生物，政府已将距离岛屿2海里（3.7）的范围内列为海洋公园，以保护约60种海洋生物免受人类活动的影响。
岛上的最高处比海平面高845英尺（258）。该处野生植物多姿多彩，椰子树和热带丛林郁郁葱葱、绿色斑驳。

## 景点

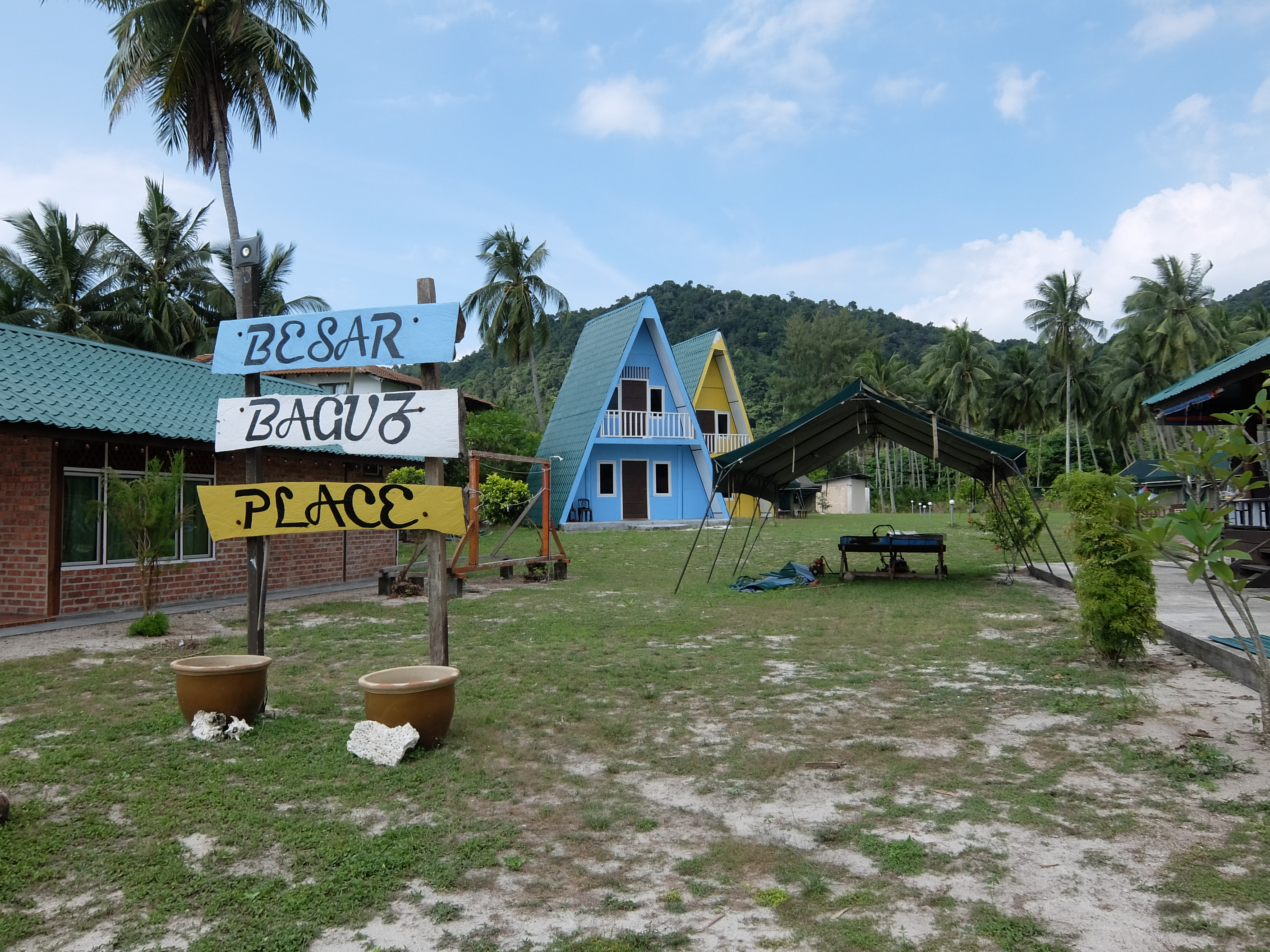
Besar Bagus Place

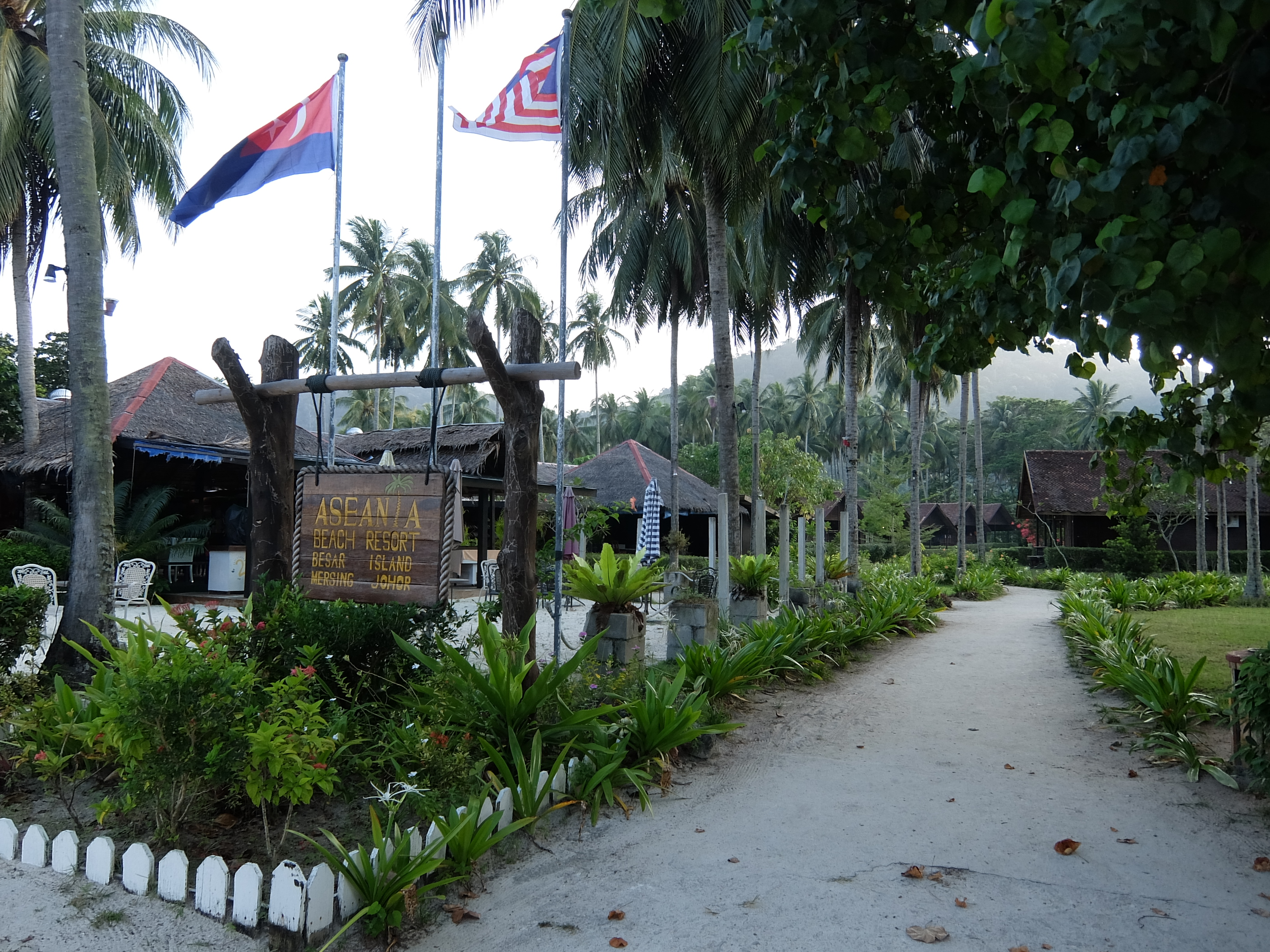
Aseania Beach Resort

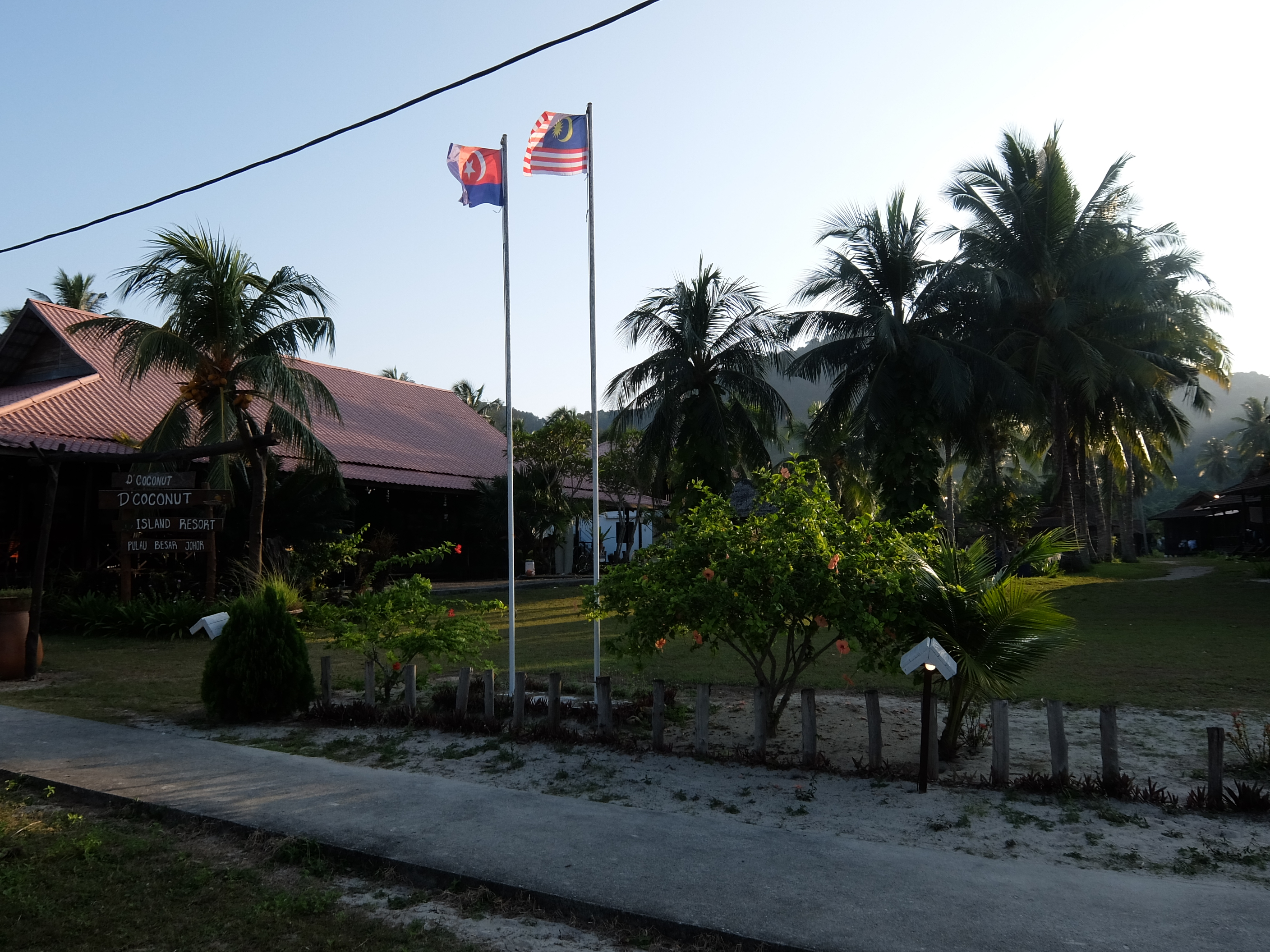
D'Coconut Island Resort

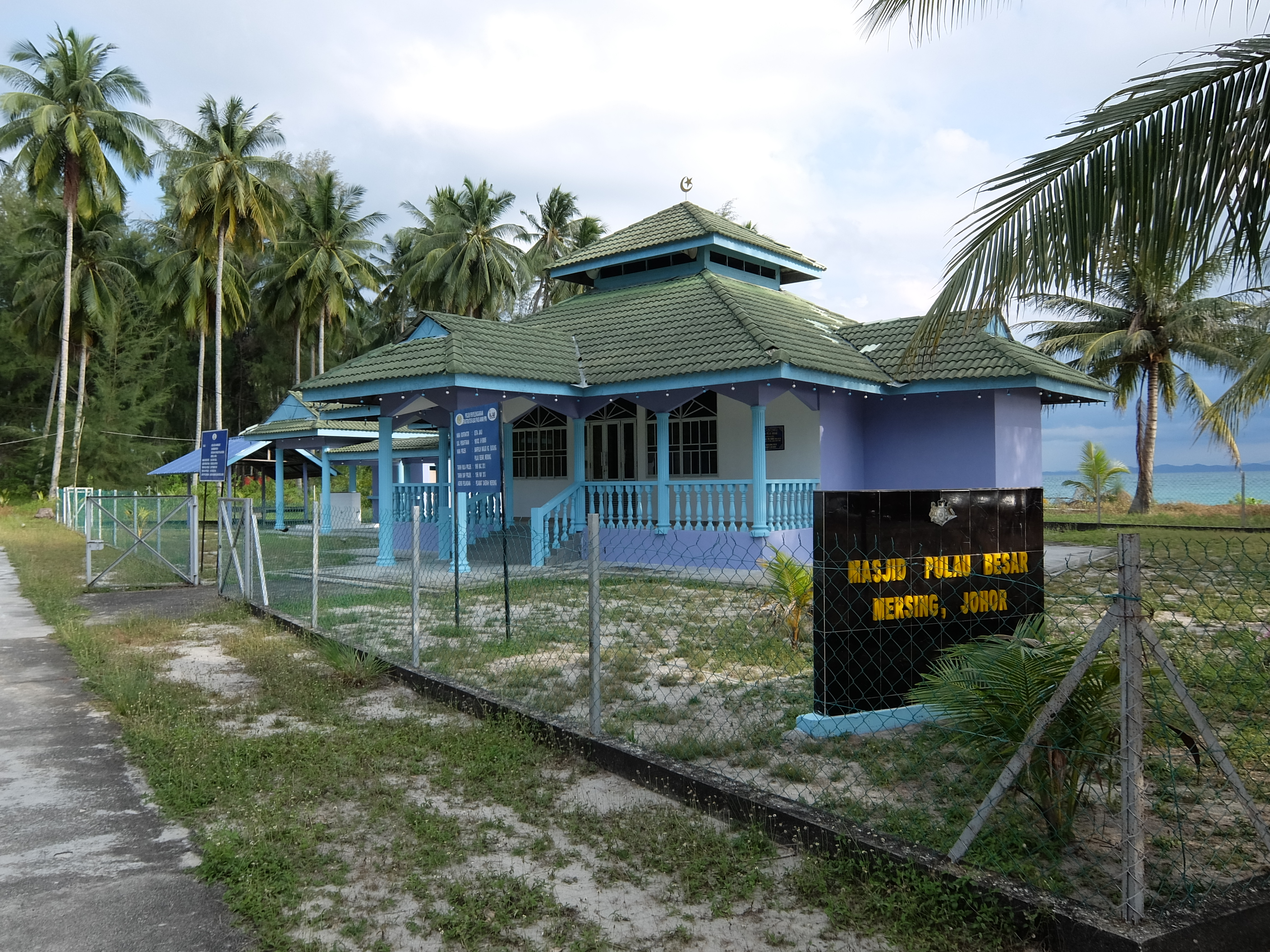
大岛清真寺

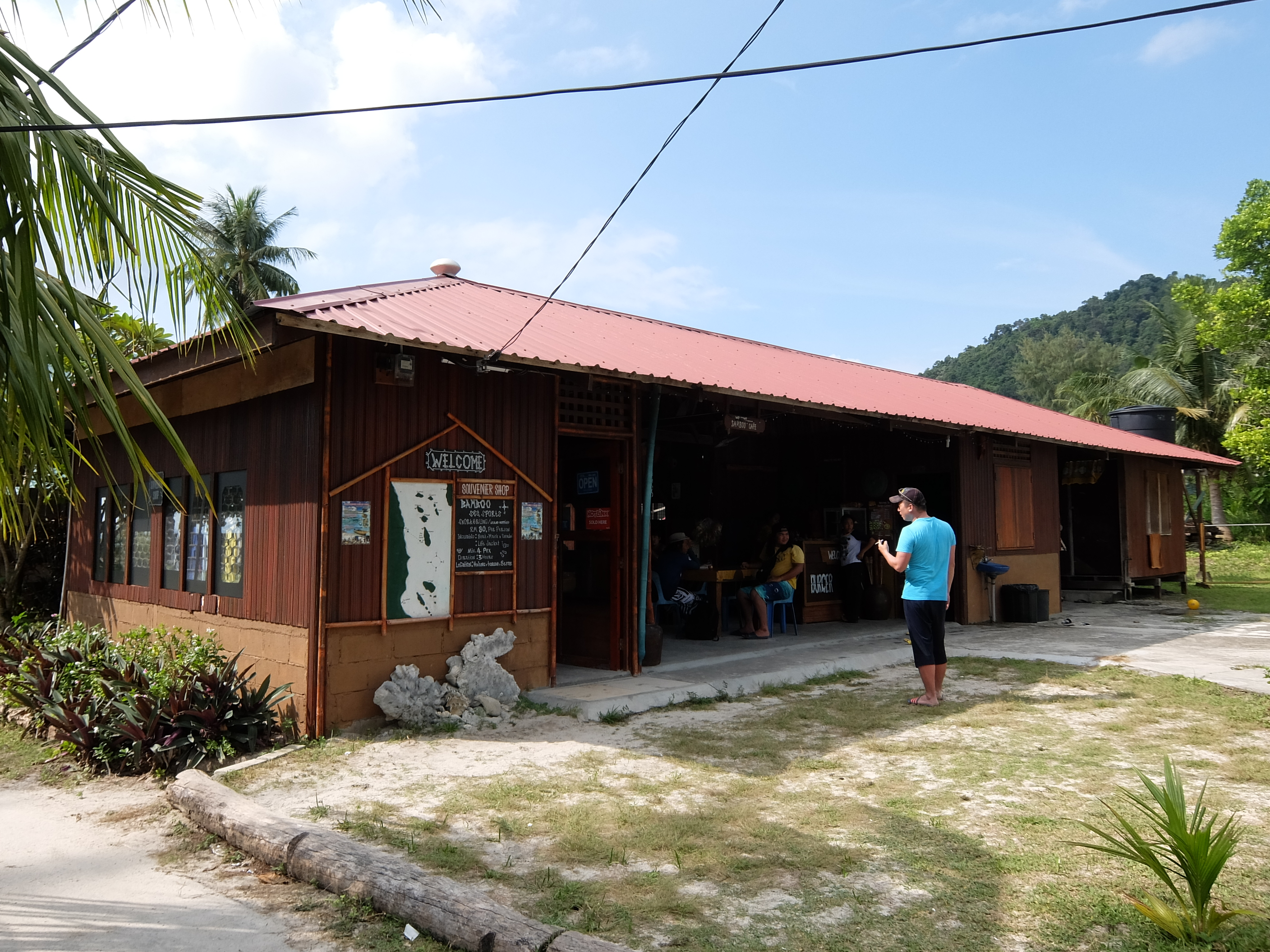
Bamboo Café

## 行政区划
岛上有6个村：
- Atap Zing村
- Batu Hitam村
- Busong村
- Teluk Bakau村
- Teluk Kampa村
- Teluk Penagat村

## 交通

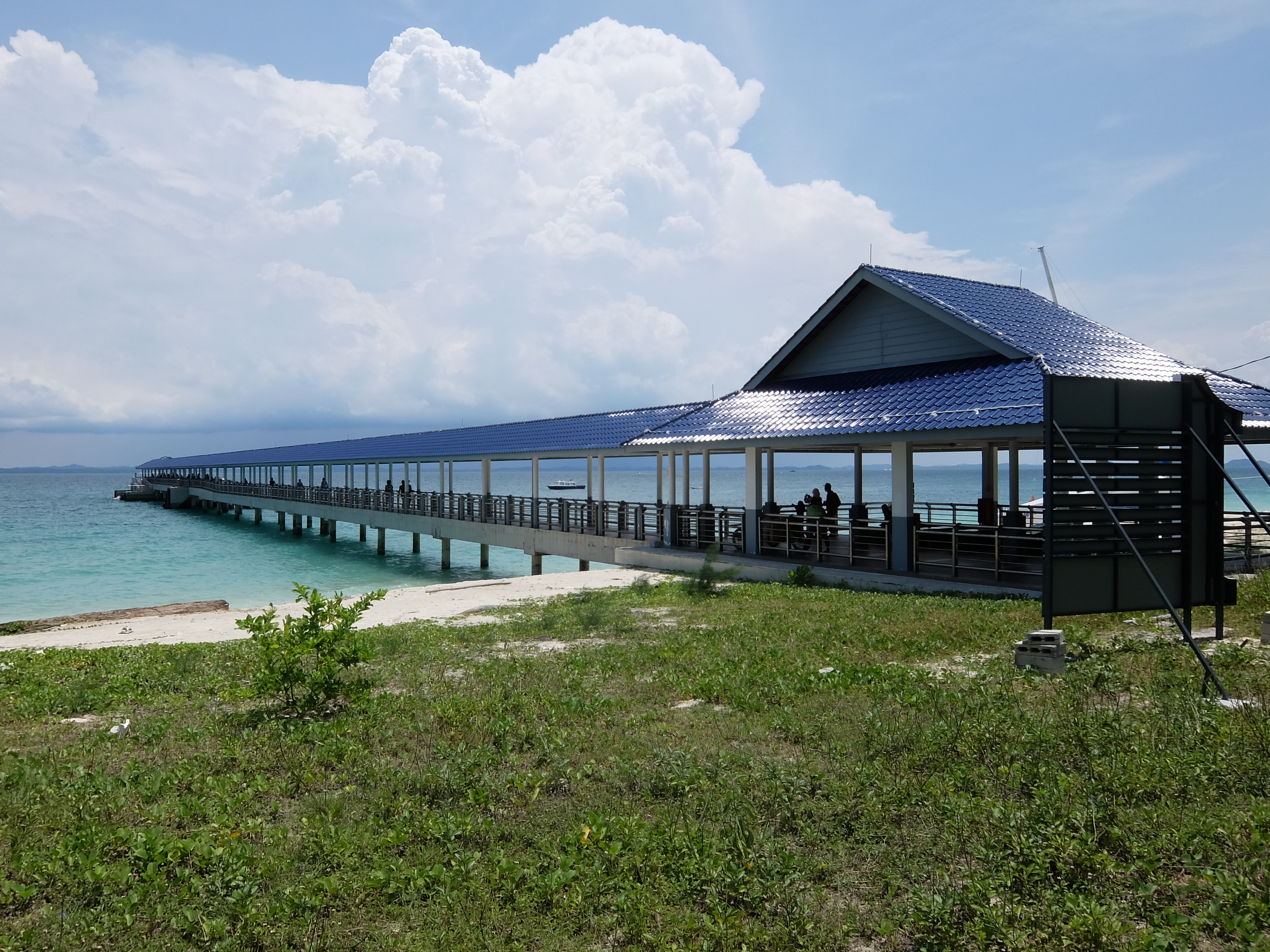
大岛码头

从丰盛港码口坐快艇可抵达该岛。